# 唐川湿原
唐川湿原（からかわしつげん）は鳥取県岩美町にある低層湿原。標高370から400m前後の約1haあまりの範囲にいくつかの湿原が散在している。湿原一帯は「唐川のカキツバタ群落」として国の天然記念物に指定されている。

## 唐川のかきつばた群落

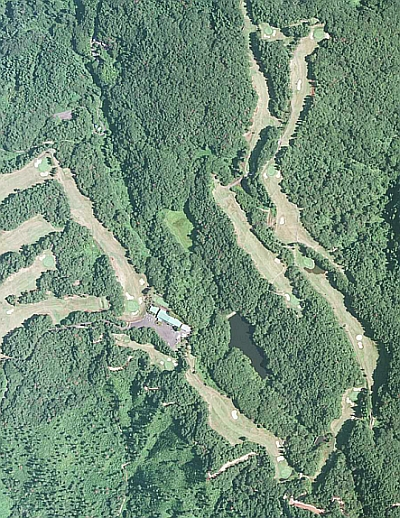
2012年の航空写真。中央の下よりに「大沢池」があり、その上のひらけた部分がカキツバタ群落

唐川湿原には野生のカキツバタの大群落があり、例年5月から6月にかけて開花する。江戸時代から武士が愛好していたと伝えられている。
カキツバタの群落は、1944年（昭和19年）3月7日に国の天然記念物に指定された。ところが、1978年（昭和53年）4月28日に湿原の周囲にゴルフ場が開設された。工事のなかには条例に反するものもあり、鳥取県知事によって原状回復に代わる措置が行われた。5月12日には鳥取県が一帯を自然環境保全地域に指定した。その後も地元地域から天然記念物の解除の陳情がなされたこともある。
湿原では、水位の状態によってほかにもいろいろな植物が群落を形成する。カキツバタのほか、モウセンゴケ、ミズギボウシ、ショウジョウバカマ、シロネ、サワギキョウ、トキソウ、カサスゲ、イヌツゲ、ヒメシダ、コイヌノハナヒゲなどがある。

## 湿原の地理・地質
鳥取平野の東部にある稲葉山（別名・宇倍野山）では、山頂の北から東にむけて溶岩台地による高原状の地形が連なっている。ここはいろいろな川の源流があり、駟馳山（旧福部村）の西麓で日本海に注ぐ二級河川・塩見川の源流もある。
このあたりでは2万2000から2万1000年前以降に姶良カルデラに由来する姶良Tn火山灰（AT）が二次堆積した。谷が堰き止められたことで、この上に稲葉山の玄武岩が風化して形成されたシルト・粘土・砂礫が積もり、厚いところでは2.5mの厚みをもっている。これらは土壌化し、黒色の泥炭となっている。
ここには大沢池という堤があり、この下流側で、東西230m、南北800mのエリアにいくつかの湿原地がみられる。このうち一番大きいものでも0.6ha程度であり、湿原そのものとしては大きいわけではない。また、カキツバタ自体が鳥取県内で珍しいわけではないが、鳥取県では泥炭層の湿原がこの程度の標高にあることのほうが学術的に貴重である。